# إيديكس مصر
معرض الدفاع المصري، أو إيديكس، هو أول معرض دفاعي دولي في مصر، يغطي تقنيات الأسلحة الجوية والبرية والبحرية. من المقرر أن يجري العمل في معرض إيديكس 2018 في مركز مصر للمعارض الدولية في مدينة القاهرة الجديدة. سيقام المعرض كل عامين، وتخطط مصر لجعل إيديكس الحدث الأول في منطقة الشرق الأوسط.

## إعلان
خلال مؤتمر صحفي عُقد في القاهرة في ديسمبر 2017، أعلنت القوات المسلحة المصرية أن مصر ستستضيف معرضًا دفاعيًا عالميًا كبيرًا في عام 2018، تحت اسم معرض الدفاع المصري (إيديكس)، والذي يجمع بين اللاعبين الرئيسيين في مجال الدفاع والأمن من المنطقة وعبر العالم. كما سيقدم الحدث للشركات المصرية منصة لعرض أجهزتها العسكرية وخدماتها لجيوش العالم الأخرى.
ينظم المعرض كلاريون إيفنس ديفينس والأمن بالتعاون مع القوات المسلحة المصرية التي ستوفر جميع التسهيلات اللازمة لضمان نجاحها.

## مكان
يتم تعيين الحدث لتأخذ مكان في جديد مركز مصر الدولي للمعارض أنشئت في القاهرة الجديدة للقوات المسلحة في ديسمبر كانون الأول عام 2017. يعتبر أكبر مركز معارض دولي في مصر على مساحة 311000 متر مربع. تم بناء المرافق على 23 ٪ من المساحة الكلية.

## إيديكس 2018
سيقام معرض الدفاع المصري 2018 يومي 3 و 5 ديسمبر 2018. من المتوقع أن يشارك أكثر من 300 من مصنعي الدفاع والأمن الدوليين كعارضين، ومن المتوقع أن يحضر المعرض أكثر من 10000 زائر على مدار ثلاثة أيام. وسيشمل المعرض أيضًا برنامجًا للمؤتمرات وبرنامج استضافة وفد عسكري دولي لكبار الشخصيات.